# Ophiostoma
Ophiostoma (Fr.) Syd. & P.Syd. (1919) é um género de fungos pertencente à família dos Ophiostomataceae. O género foi circunscrito em 1919 pelos micologistas Hans Sydow e Paul Sydow.

## Espécies
- Ophiostoma adjuncti
- Ophiostoma ainoae
- Ophiostoma allantosporum
- Ophiostoma angusticollis
- Ophiostoma araucariae
- Ophiostoma bacillisporum
- Ophiostoma bicolor
- Ophiostoma bragantinum
- Ophiostoma brevicolle
- Ophiostoma brunneociliatum
- Ophiostoma brunneum
- Ophiostoma canum
- Ophiostoma carpenteri[3]
- Ophiostoma clavatum
- Ophiostoma colliferum
- Ophiostoma coronatum
- Ophiostoma cuculatum
- Ophiostoma distortum
- Ophiostoma epigloeum
- Ophiostoma flexuosum
- Ophiostoma grande
- Ophiostoma himal-ulmi
- Ophiostoma longicollum
- Ophiostoma manitobense[3]
- Ophiostoma megalobrunneum
- Ophiostoma microsporum
- Ophiostoma minuta-bicolor
- Ophiostoma minutum
- Ophiostoma multiannulatum
- Ophiostoma narcissi
- Ophiostoma neglectum
- Ophiostoma nigrocarpum
- Ophiostoma nigrum
- Ophiostoma novo-ulmi
- Ophiostoma pallidobrunneum
- Ophiostoma penicillatum
- Ophiostoma perfectum
- Ophiostoma piceae
- Ophiostoma piceaperdum
- Ophiostoma polonicum
- Ophiostoma polyporicola
- Ophiostoma populinum
- Ophiostoma radiaticola
- Ophiostoma ranaculosum
- Ophiostoma retusi
- Ophiostoma retusum
- Ophiostoma rollhansenianum[3]
- Ophiostoma roraimense
- Ophiostoma rostrocoronatum
- Ophiostoma serpens
- Ophiostoma seticolle
- Ophiostoma setosum
- Ophiostoma sparsum
- Ophiostoma spinosum
- Ophiostoma splendens
- Ophiostoma tenellum
- Ophiostoma tremulo-aureum
- Ophiostoma triangulosporum
- Ophiostoma trinacriforme
- Ophiostoma ulmi
- Ophiostoma valdivianum
- Ophiostoma wageneri

## Rerefências
1. ↑  Lumbsch, T. H., and S. M. Huhndorf. (2007). «Outline of Ascomycota – 2007». The Field Museum, Department of Botany, Chicago, USA. Myconet. 13: 1–58
2. ↑  Sydow H, Sydow P. (1919). «Mykologische mitteilungen». Annales Mycologici (em alemão). 17 (1): 33–47
3. 1 2 3  Hausner, G., et al. 2003. Three new species of Ophiostoma and notes on Cornuvesica falcate. Canadian Journal of Botany 81(1) 40–48.